# Mediazona
Mediazona est un média en ligne russe se concentrant sur la couverture de l'actualité, les analyses, les chroniques sur l'activité des services de police et de justice et le système pénitentiaire en Russie, ainsi que sur diverses formes de persécution des citoyens russes pour leurs opinions politiques,.

## Historique
Mediazona a été fondé en septembre 2014 par Nadejda Tolokonnikova et Maria Aliekhina, membres du groupe musical Pussy Riot. 

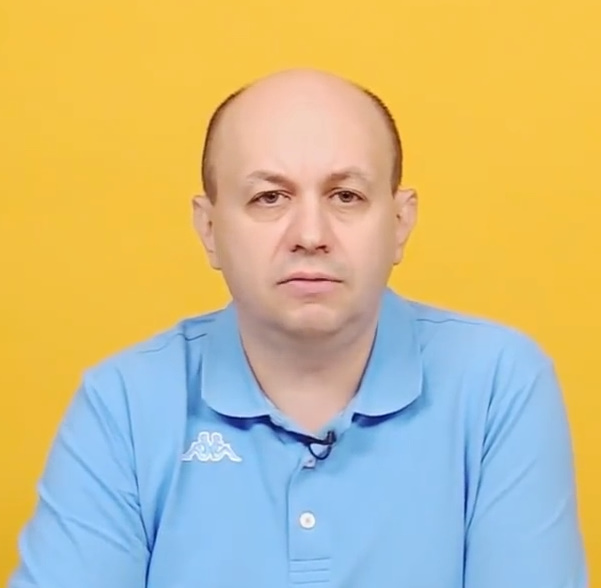
Sergueï Smirnov, redacteur en chef de Mediazona (octobre 2017)

Le rédacteur en chef de Mediazona est Sergueï Smirnov, un ancien journaliste de Gazeta.ru et rédacteur en chef adjoint de Planète russe (« Русской планеты »),,  son éditeur est Piotr Verzilov. Une part importante de la rédaction de Planète russe, que son rédacteur en chef Pavel Prianikov présentait comme un « média libéral de gauche », a également rejoint Mediazona.
Mediazona Asie centrale est lancée le 23 janvier 2020 et couvre le Kazakhstan et le Kirghizistan. Le 1er juillet 2020, un autre projet Mediazona est lancé pour la Biélorussie.
Sergueï Smirnov a été arrêté le 30 janvier 2021, après une perquisition à son domicile. Il lui serait reproché d'avoir appelé à des manifestations non autorisées.
Début mars 2022, le média est ajouté à la liste des sites web bloqués en Russie par Roskomnadzor, une administration du ministère des Télécommunications russe ; l'accès au site est effectivement bloqué dans le pays. Le 4 mars, après que la Russie a adopté une loi criminalisant la diffusion de « fausses informations » sur les forces armées russes, le rédacteur en chef, Sergueï Smirnov, et les autres journalistes de la rédaction fuient la Russie pour d'autres pays.

## Audience
Selon l'agence de veille médiatique Medialogia, Mediazona était en août 2019 à la 8e place parmi les sites d'information russes en nombre de citations dans d'autres médias et à la 7e place en nombre de citations sur les médias sociaux.

## Appréciations et distinctions
Ekaterina Vinokurova, représentant le média internet Znak.com a déclaré en 2015 que Médiazona était l'un des médias politiques les plus pertinents et répondant le mieux à la demande du public, dans un contexte où « l'action des forces de l'ordre et les décisions de justice sont des sujets essentiels de l'information ».
En 2015, le média en ligne Meduza a décerné à Mediazona le titre de média de l'année.
En 2016, Nikita Sologub, correspondant de Mediazona, a remporté le prix du journaliste de l'année de GQ en tant qu'auteur d'un article sur le procès dit de « l'homme sans tête ».
En août 2020, la publication a reçu le prix de la presse libre d'Europe de l'Est des fondations allemande ZEIT et norvégienne Fritt Ord (en).
En janvier 2021, les auteurs des textes sur Mediazona ont été sept fois lauréats du prix mensuel Collège de rédaction (« Редколлегия ») .